# 孔乂
孔乂（?—?），字元儁，鲁国（治今山东省曲阜）人，三国时曹魏官员。
孔乂是孔子后裔。曾祖孔畴，字元矩，陈国国相。汉桓帝在苦县赖乡立老子庙，在墙壁上画孔子像；孔畴为陈国国相，在像前立孔子碑。孔乂父祖官至二千石，孔乂担任济南国相，治理有政绩。孔乂为散骑常侍，上疏规谏。正始八年（247年）十二月，散骑常侍谏议大夫孔乂上奏：“按礼，天子的宫殿，有将屋椽砍削磨光的体制，不用朱红色的修饰，应该循礼复古。今天下已经平定，君臣名分已定，陛下应当在位不懈，端平公正之心，慎重赏罚。停止在后园学习骑乘马，外出一定坐辇乘车，这是天下之福，臣子之愿。”孔乂官至大鸿胪。

## 家庭

### 子女
- 孔恂，字士信，西晉平东将军、卫尉。
- 孔毓，西晉征南軍司[1]。

### 孫
- 孔衍，字舒元，東晉廣陵太守[2]。